# Pseudolovenula magna
Pseudolovenula magna is een eenoogkreeftjessoort uit de familie van de Diaptomidae. De wetenschappelijke naam van de soort is voor het eerst geldig gepubliceerd in 1921 door Marukawa.